# UNNATURAL
UNNATURAL（アンナチュラル）は、ITSUKA、MITSU、YUTAKAによって構成される3人組の日本のポップ・ロック・バンドである。所属レーベルはUN RECORDS (日本)。

## 概要
元々ITSUKAとMITSUによる男女ユニットとして活動していたが兼ねてからUNNATURALのレコーディング/ライブサポートをしていたYUTAKAが2013年に正式にメンバーに加入。楽曲制作では、ITSUKAが書いた楽曲をメンバーで編曲するスタイルをとっている。ワンマンライブはサポートメンバーも含めたフルバンド編成で行っている。日本の音楽業界におけるD.I.Y.ミュージシャンの先駆け的な存在。

## メンバー
ITSUKA（イツカ）東京都出身
- 作詞・作曲・ボーカル・ギター担当。
- ライブでは、ギターの他に、12弦ギター、ヴィオラフォン、ウクレレ等も演奏する。
- フライヤー、CDジャケットなどのデザインも担当。
- MV、ウェブサイトの制作ディレクターも務める。
- レッド・アイ推進委員会の委員長を務めている。

MITSU（ミツ）東京都出身
- ドラム・パーカッション・コーラス担当。
- ジルジャン、グレッチのエンドースメントアーティスト。
- 元FANTA ZERO COASTERのメンバー。
- 他のミュージシャンのライブやレコーディングのサポートドラマーとしても活動している。

YUTAKA（ユタカ）神奈川県出身
- ギター・コーラス担当。
- マンドリン、ギターバンジョー、スティール・ギター等も弾くマルチプレイヤーである。
- 他のミュージシャンのライブやレコーディングのサポートギタリストとしても活動している。

## 来歴
2009年
- 8月8日  1stミニアルバム「DIP」をダブルエイトミュージックよりリリース。収録曲「NOW!」がWOWOWの天気予報「WEATHER CLIP」8月度〜10月度テーマソングに使用され、収録曲「Therapy」がオリンパスとMyspace主催『ART FILTER SONG CONTEST』において、ラフモノクローム賞を受賞[1]。

2010年
- オリンパス とデジタルステージの共同プロジェクト『PHOTO CINEMA』の代表作品『キノウノアシタ』（作：清水哲朗）にBGM「YO!」を提供。
- オリンパスの公式Ustream番組『PEN-FRIEND unnatural-カメラウーマンへの道-』にITSUKAがレギュラー出演[2]。
- 9月から2011年2月まで6ヶ月連続、iTunesにてシングルを配信リリース。

2011年
- 2月 カメラと写真の総合展示会CP+オリンパスブースのスペシャルゲストとして出演。
- 3月 オリンパス・プラザにてITSUKAの初の写真展『Memory Card』が開催[3]。
- 6月 TOKYO GUITAR SHOW オリンパスブースにて、LSM-20で撮影されたワンマンライブの映像が放映される。
- 11月11日 1stフルアルバム『Bouquet』をリリース。

2012年
- 収録曲「Friendship」がオリンパス OM-D E-M5の宣材映像に使用されITSUKAとMITSUが出演[4]。
- 6月 TOKYO GUITAR SHOW のフェンダー・アコースティック・パフォーマンスに出演[5]。
- 10月 1stフルアルバム『Bouquet』がiTunesとAmazon Music MP3にて配信リリース。
- 12月 デジタル配信企画『Tokyo United』が開始。

2013年
- 6月 ギタリストYUTAKAがメンバーに正式加入。
- 10月 ズームの公式アーティストとして中国・上海市で開催された『MUSIC CHINA』に出演。

2014年
- 3月 渋谷JZ BRATにて、ワンマンライブを開催。
- 6月 ITSUKAが『フォトテクニックデジタル』に掲載される。

2015年
- 7月 目黒BLUES ALLEYにて、ワンマンライブを開催。その後、活動停止期間に入る。

2020年
- 4月 Twitterの #うたつなぎ を通してバーチャルに復活。
- 5月8日 世界赤十字デーにベスト・アルバム『Memory Card』をリリース。売上は全て赤十字社を通して寄付される。

## ディスコグラフィー

### アルバム
| 枚                         | 発売日         | タイトル    | 収録曲 | 企画              | 備考 |
| -------------------------- | -------------- | ----------- | --- | ----------------- | --- |
| 1st ミニアルバム           | 2009年8月8日   | DIP         | 1. NOW! 2. Happy na News 3. FIGHT! 4. Therapy 5. Just 1 2 6. unna-Kafe w/George-K 7. Let me c | CD                | 「NOW!」：WOWOWの天気予報「WEATHER CLIP」の8月度テーマソング/ Therapy」：OLYMPUSとMyspace主催『ART FILTER SONG CONTEST』ラフモノクローム賞を受賞 |
| 1st フルアルバム           | 2011年11月11日 | Bouquet     | 1. only human 2. up 2 u 3. Passion 4. Hollywood 5. u'll be ok 6. Memory card 7. Hands 8. Little girl 9. FOCUS 10. W.A.B.K. 11. Friendship 12. RULEs 13. Possibility 14. What can I do for you (*Bonus Track) | CD / デジタル配信 | 「Memory Card」：オリンパスの公式USTREAM番組『PEN-FRIEND unnatural-カメラウーマンへの道-』テーマソング                                           |
| コラボレーション・アルバム | 2012年6月24日  | us          | 1. one way (feat. BiG BEN) 2. unna-Kafe (feat. Geroge-K) 3. bye bye holiday (feat. HAMMER from 2BACKKA) | CD                | |
| ベスト・アルバム           | 2020年5月8日   | Memory Card | 1. Only Human 2. NOW! 3. Friendship 4. Therapy 5. Fly! 6. SAYONARA 7. CALIFORNIA 8. Let me c 9. So Special 10. Memory Card                                                                                   | デジタル配信      | ※経費を除いた売上の全額を赤十字社を通して寄付。                                                                                                  |

### シングル
| 枚          | 発売日         | タイトル     | 収録曲                                                                                | 企画         | 備考 |
| ----------- | -------------- | ------------ | ------------------------------------------------------------------------------------- | ------------ | ---- |
| 1stシングル | 2012年9月22日  | Woman In Tub | 1. Woman In Tub 2. Since The Day… 3. RED EYE BLUES 4. Woman In Tub -Japanese ver.-    | デジタル配信 |      |
| 2ndシングル | 2013年4月17日  | SAYONARA     | 1. SAYONARA 2. Sakura…LALALA 3. FREEDOM 4. SAYONARA -Japanese ver.                    | デジタル配信 |      |
| 3rdシングル | 2013年8月8日   | CALIFORNIA   | 1. CALIFORNIA 2. Free Style 3. S.O.T.B. 4. CALIFORNIA -Japanese ver.-                 | デジタル配信 |      |
| 4thシングル | 2013年12月11日 | So Special   | 1. So Special 2. RELIGIOUS DEVOTION 3. End OF The World 4. So Special -Japanese ver.- | デジタル配信 |      |